# 波兰人民共和国
波兰人民共和国（波蘭語：Polska Rzeczpospolita Ludowa, PRL）是1947年—1989年存在于中欧的一个社会主义国家，是现在波兰共和国的前身。至1989年人民共和国政府倒台时，人口约为3790万，是當時欧洲人口第二多的共产主义国家和华约集团成员。该国是华沙条约的主要签署国之一。政府奉行马克思列宁主义。自1947年以来该国的首都和最大城市是华沙，第二大城市是同时也是工业和文化中心的克拉科夫。波兰人民共和国的領土北临波罗的海，东和苏联，南和捷克斯洛伐克、西和東德接壤。
波兰人民共和国是由苏联红军在第二次世界大战中接管納粹德國占领的波兰领土之后扶持建立的共产主义国家。 在1947年—1952年正式名称为“波兰共和国”，1952年新制定的宪法改國名为“波兰人民共和国”。与其他東方集團成员国一样，波兰人民共和国被西方描绘为苏联的卫星国。
波兰统一工人党是波兰人民共和国的執政黨，波兰人民共和国是一个事实上的一党制国家。在整个波兰人民共和国的历史中，普遍存在经济困难和社会动荡。国家在政治上分裂了支持统一工人党的人，反对统一工人党的人和拒绝参与政治运动的人。尽管如此，在波兰人民共和国期间仍建立了一些重大成就，例如改善人民生活条件，快速的工业化和城市化以及人民普遍获得医疗保健和教育的机会。其他重大成就也包括了在第二次世界大战后重建毁坏的华沙，以及增進識字率。在波兰人民共和国執政的1947年至1989年之间，波兰的出生率很高，總人口數几乎增加了一倍。波兰人民共和国的国家武装力量为波兰人民军，由苏联协助下建立。同时和其他华约国家一样，波兰人民共和国也存在苏联驻军。
1989年，波兰圆桌会议事件促使了波兰人民共和国政府的倒台，並在1990年波兰总统大选之后和平轉移政權，进入第三共和国时代。

## 历史

《七月宣言》，这个宣言宣告了在苏联扶植之下的波兰人民共和国的成立。

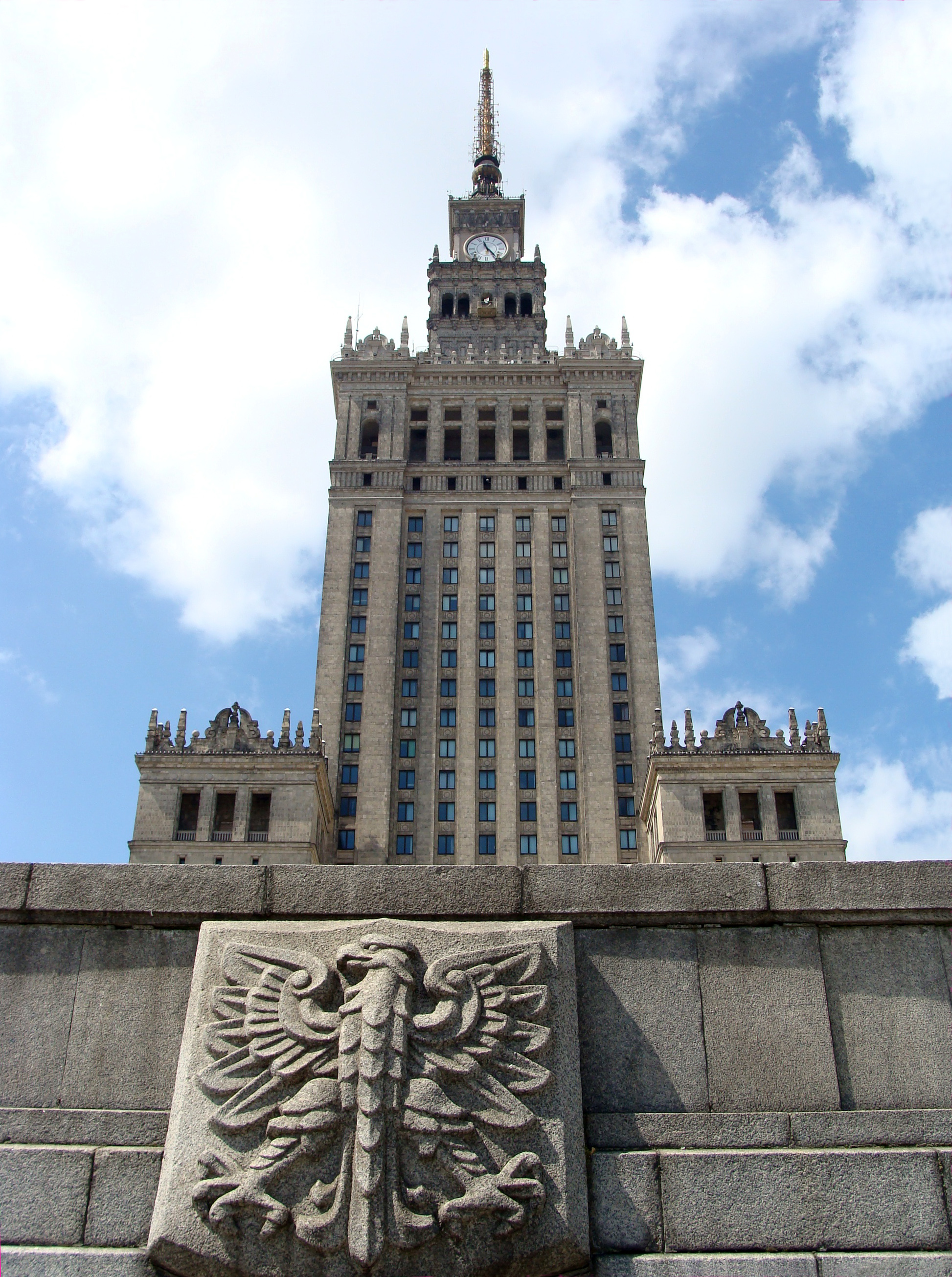
波兰人民共和国和科学文化宫的徽章，規約符號的苏联在波兰的強加影響。

1947年，波兰举行议会选举，苏联支持的贝鲁特当选为总统，社会党人西伦凯维兹任政府总理，波兰走上了社会主义的发展道路，西方的流亡政府基本被排斥在权力中心之外。
1948年12月，波兰工人党和波兰社会党合并，成立了波兰统一工人党，贝鲁特任总书记。人民政府把大中工业、交通运输、银行收归国有，並实行了土地改革，动员人民完成恢复国民经济的三年计划（1947～1949），国家经济状况和人民生活基本有了改善。
从1950年至1955年，波兰开始执行发展国民经济的六年计划。在此期間的1952年，宣布成立波兰人民共和国，波兰统一工人党第一书记博莱斯瓦夫·贝鲁特成为党和国家最高领导人，开始了苏联模式的社会主义建设。由于波兰统一工人党的领导在政治和经济体制方面沿袭苏联模式，使得战后的波兰在经济文化建设方面取得了一定的成绩，但对重工业的投资过多，而沒有讓人民關注其所獲得的物质福利，人民没有享受充分的政治民主，法制建设薄弱，這使得社会主义在波兰的执行显得异常艰难，导致波兰成为冷战期间东欧最为动荡的一个国家。
1956年6月，发生波兹南事件；同年10月波兰统一工人党改组了中央政治局和中央书记处，曾经被批判的瓦迪斯瓦夫·哥穆尔卡成为第一书记。
1970年12月，波兰决定提高46种食品和日用工业品价格，引起格但斯克等沿海城市数十万工人罢工。之後，统一工人党改组了政治局，爱德华·盖莱克接替哥穆尔卡担任第一书记，並取消了涨价的决定。此后又因波兰举借外债过多和在经济发展战略方面的决策失误，又导致了1980年发生的遍及全国的、持续时间达两个多月的大规模的工人罢工事件。
1980年11月，以瓦文萨为首的团结工会成立，这是东欧国家第一个独立的工会。
1981年底至1983年7月，全国实行战时状态，取缔团结工会。1988年5月再度爆发大规模工潮，1989年2月，统一工人党和团结工会举行圆桌会议，达成了团结工会合法化、改行总统制和议会民主等重要协议。
1989年6月举行议会大选，团结工会在众议院和参议院分别获得35%和99%的席位。
1989年12月29日，议会通过變更國名、國徽的宪法修正案，復名为波兰共和国，并更改国徽。
1990年1月，波兰统一工人党第十一次代表大会宣告该党停止活动。

## 政治
波兰统一工人党是波兰人民共和国的执政党，尽管名义还存在统一农民党和民主党但两党都受到统一工人党的领导，西方国家普遍认为波兰人民共和国是一党制国家。波兰议会是波兰人民共和国最高国家权力机关，国务委员会是议会常设机构，在议会闭会期间行使议会的职权。部长会议是波兰人民共和国的行政机关相当于政府。

## 经济

### 经济体制改造
波兰在第二次世界大战期间遭受了巨大的经济损失。全国38%基础设施遭到破坏。 1944年9月6日波兰民族解放委员会政府进行土地改革。战前波兰领土上所有超过 0.5平方公里的庄园以及在已划归波兰的前纳粹德国领土上所有超过 1平方公里的庄园被无偿收归国有。总共有 31,500 平方公里的土地被国有化，其中 12,000 平方公里的土地被重新分配给农民，其余的被政府用于建设集体农场。不过波兰农业的集体化始终未达到苏联或东欧其他国家那样的程度。1944年，波兰开始进行各种私营企业的半官方国有化。到1946 年，所有拥有 50 名以上员工的企业都被无偿进行国有化改革。

### 经济危机和改革
从20世纪50年代中期开始，波兰人民共和国实行的计划经济体制的弊端开始显现，经济发展停滞，人民生活水平下降，工人工资冻结，日用品消费品短缺，物价上涨等问题开始出现。波兰人民共和国政府多次尝试进行经济改革，但效果甚微，经济危机还造成波兹南事件、1970年波兰抗议事件等多起大规模抗议时间。上世纪70年代爱德华·盖莱克领导时期，时任波兰统一工人党第一书记的爱德华·盖莱克曾通过大力引入西方资金和加大政府投资来拉动经济增长，一度让波兰出现经济繁荣的局面。但因第一次石油危机加上外债高涨，最终导致经济危机爆发和社会动荡。

### 黑市和外汇

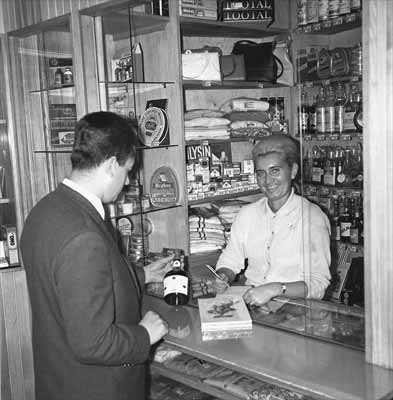
波兰外汇商店（pewex）

因经济危机和物价上涨波兰兹罗提开始迅速贬值，因统一工人党政府强制规定波兰兹罗提和美元的汇率，民间开始通过黑市进行货币兑换，黑市经济开始出现，人民通过黑市购买短缺的日用品和消费品。为了賺取外汇，统一工人党政府开设了只能使用外汇购买商品名为佩韦克斯（Pewex）的外汇商店。

## 军事
波兰人民军是波兰人民共和国的国家武装力量，第二次世界大战期间在斯大林的支持下，由旺达·瓦西列夫斯卡和齐格蒙特·贝林格在苏联组建。在统一工人党政权倒台后被波兰共和国军取代。

## 人口
根据1946年2月14日进行的全国人口普查，波兰人口为2390万，其中32%的人口生活在城镇，68%的人口生活在农村。1950年的人口普查（1950年12月3日）显示，波兰的人口增加到了2500万，1960年的人口普查（1960年12月6日）波兰的人口增加至2970万。

## 教育
1947年波兰人民共和国成立后。原波兰所有私立学校都被国有化，部分科目如经济、金融的课程内容被政府进行更符合社会主义意思形态的调整，宗教研究被完全从课程中删除。波兰人民共和国的初等、中等、高等教育、职业和高等教育都是免费的。入学率逐渐提高，农村地区的文盲现象得以消除。统一工人党政府还在教育系统中引入了新的有益内容；体育运动得到加强，并鼓励学生学习外语，特别是德语、俄语或法语，从 80年代开始还加入英语课程。 1961年7月15日，统一工人党政府强制实行两年职业生涯培训，以增加熟练工人的数量，最低毕业年龄提高到15岁。此外，还为聋、哑、盲儿童建立了特殊学校。在波兰第二共和国，这种为残疾人服务的机构几乎不存在。 20世纪60年代，波兰人民共和国建立了数千所现代学校。1938 年至 1963 年间，波兰的大学数量几乎翻了一番。医学、农业、经济、工程和体育学院成为独立的学院。但神学院被认为是不必要的或有潜在危险的，因此被从学院中删除。哲学也被认为是多余的。为了加强战后波兰的经济重建，政府还在全国各地建立多所职业技术学院，教授包括乳制品、渔业、裁缝、化学和机械等行业的职业生产技术。以实现更好的经济产出和效率。

## 电影
1962年波兰导演罗曼·波兰斯基拍摄的电影《水中刀》获得奥斯卡最佳外语片奖提名，这是波兰第一部获得奥斯卡提名的电影。

## 外交

### 中华人民共和国
1949年10月7日，波蘭共和國與中華人民共和國建立外交關係。